# Birstein
Birstein är en kommun och ort i Main-Kinzig-Kreis i Regierungsbezirk Darmstadt i förbundslandet Hessen i Tyskland. Kommunen bildades 1 februari 1971 genom en sammanslagning av de tidigare kommunerna Birstein, Bößgesäß, Fischborn und Kirchbracht im Zuge, följt av Hettersroth och Oberreichenbach 1 mars 1971 samt Böß-Gesäßoch Illnhausen 31 december 1971. Den 1 april tillkom Obersotzbach, Unterreichenbach och Untersotzbach och 1 juli 1974 Oberland med de tidigare kommunerna Lichenroth, Mauswinkel, Völzberg, Wettges och Wüstwillenroth.